# Моавад, Рене
Рене Моавад (Муавад) (араб. رينيه معوض (معوض)‎; 17 апреля 1925—22 ноября 1989) — ливанский государственный деятель, президент Ливана в течение 17 дней 1989 года, жертва убийства.

## Биография
Рене Моавад родился 17 апреля 1925 года в городе Згарта, расположенном на подмандатной территории Франции. Он учился в школе де ла Саля в Триполи, затем в колле́же святого Жозефа, впоследствии поступил в Бейрутский университет, получил специальность юриста в 1947 году. Работал в юридической фирме Абдаллы эль-Яфи, некогда премьер-министра Ливана.
В 1951 году Моавад впервые сделал попытку пройти в политику, баллотируясь в Национальное собрание от Згарты, но проиграл. В 1952 году Моавад был подвергнут аресту за участие в массовых беспорядках, приведших к отставке президента Бишары аль-Хури, но был освобождён и уехал в Сирию, а затем в Египет, где прожил несколько лет. Там он познакомился с президентом Гамалем Абдель Насером.
В 1957 году, Моавад прошёл в Национальное собрание Ливана, впоследствии переизбирался в 1960, 1964, 1968 и 1972 годах. Моавад являлся сторонником президента Фуада Шехаба, при нём он возглавил комитеты по финансам и бюджету и по парламентскому праву. Он также занимал пост министра почтовой связи и телекоммуникаций в правительстве Рашида Караме в период с 31 октября 1961 по 20 февраля 1964 года. С 16 января по 24 ноября 1969 года Моавад занимал пост министра по общественным связям. В 1970 году он поддержал Сулеймана Франжье, в результате чего тот победил на президентских выборах. После этого Моавад долгое время не занимал важных постов. 25 октября 1980 года Моавад был назначен на пост министра образования и культуры, эту должность он занимал до 24 сентября 1982 года.
5 ноября 1989 года Моавад был избран президентом Ливана. Семнадцать дней спустя, 22 ноября, когда он возвращался с празднований по случаю дня независимости Ливана, его автомобиль был взорван рядом с автоколонной в западном Бейруте. В результате взрыва погибли Моавад и ещё 23 человека. Эксперты установили, что бомба содержала 250 кг в тротиловом эквиваленте. Мотивы и организаторы покушения не установлены до сих пор.